# Копты
Ко́пты (от др.-греч. Αἰγύπτιος «египтянин», копт. ⲛⲓⲣⲉⲙⲛⲭⲏⲙⲓ `ⲛⲭⲣⲏⲥⲧⲓⲁⲛⲟⲥ (нирэменкхеми энхрестианос), араб. قبط‎, кубт, мн. ч. أقباط‎ (кубт, акбат)) — этнорелигиозная группа египтян, живущая в Северной Африке и на Ближнем Востоке, распространённая, в основном, на территории Египта. Общая численность коптского населения в наши дни спорна: по официальным данным, они составляют около 8-9 % населения Египта, то есть примерно 8-9 миллионов человек; коптские и независимые источники оценивают их численность в 10-20 миллионов человек.
Копты считаются прямыми потомками древних египтян, а египетский язык считается предшествующим современному коптскому.

## Коптский язык
Коптский язык — последний представитель египетской языковой семьи, входящей в афразийскую макросемью. Он является последней ступенью развития египетского языка, охватывающей примерно две тысячи лет. Для его записи используется собственный алфавит на основе греческой системы письма. После завоевания Египта арабами (VII в.) коптское письмо стало постепенно утрачивать своё значение, пока, наконец, не было полностью вытеснено арабским из официального употребления. С XI—XII вв. язык начал вымирать, будучи вытесненным арабским. До сих пор он, однако, сохраняется в качестве основного языка богослужения, а также в качестве языка общения в некоторых коптских семьях и отдалённых районах Египта с преобладанием коптского населения.

## Религия
Большинство коптов исповедуют христианство, составляя крупнейшую христианскую общину на Ближнем Востоке; принадлежат, главным образом, к Коптской православной церкви из числа Древневосточных православных церквей. Часть коптов (около 150 тысяч человек) принадлежит к Коптской католической церкви. Копты — египетские христиане, представители одной из самых древних ветвей христианства, сохранившие в своей истории и культуре черты, уходящие корнями в период раннего христианства.
Христианское учение нашло множество последователей в Египте в середине I века. Как полагают копты, принёс его их первый патриарх — апостол Марк, автор одного из четырёх канонических Евангелий.

## История коптов

### Древнейший период

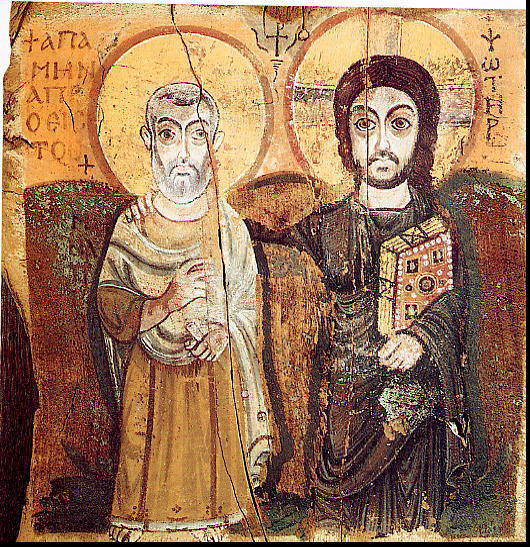
Св. Мина с Христом. Одна из древнейших коптских икон (VI век). Лувр

Копты являются одной из старейших христианских общин на Ближнем Востоке. Хотя копты были интегрированы в более крупное египетское государство, они выжили как отдельная религиозная община, составляющая от 10 до 20 процентов всего населения, хотя оценки варьируются. Коптская церковь была создана одним из апостолов, которой был первым в неразрывной цепи патриархов. Основная часть церкви в течение 16 веков была вне общения как с Римско-Католической церковью, так и Древневосточными православными церквями.
Согласно древнему преданию, христианство было принесено в Египет евангелистом Марком во время царствования императора Клавдия около 42 г. н.э. (по утверждению Евсевия Кесарийского, Марк пришёл в Александрию в первый или третий год царствования императора Клавдия, то есть 41 или 43 года н. э. Святой Марк оставил значительное христианское сообщество в Александрии. В течение полувека христианство распространилось из Александрии по всему Египту, и Священное Писание было переведено на местный язык, сегодня известный как коптский язык, но в то время известный как египетский. Во II веке христианство начало распространяться в сельской местности, к началу III века христиане составляли большинство населения Египта, и Александрийская церковь была признана одним из четырёх патриархатов христианского мира, уступая только в чести Римской церкви. Поэтому Коптская православная церковь самая старая христианская церковь в Африке.

### Арабо-мусульманское завоевание Египта

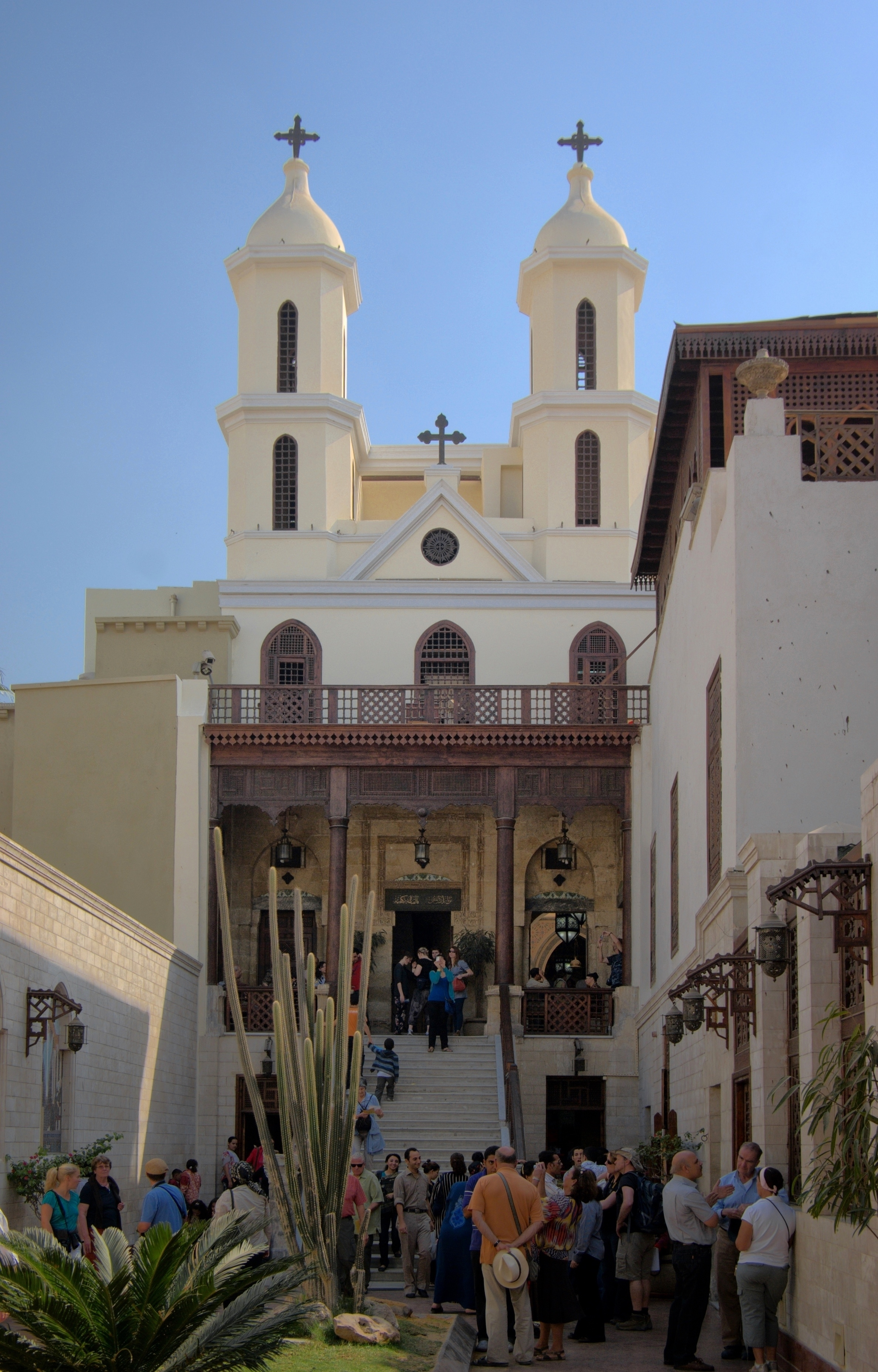
Церковь Святой Марии в Каире

В 641 году в Египет вторглись арабы, которые противостояли византийской армии, однако вскоре после этого возникло сопротивление со стороны египтян арабскому владычеству в Египте, продолжавшееся, по крайней мере, до IX века включительно. Арабы наложили специальный налог, известный как джизия, на христиан, приобретших статус зимми.
Арабы в VII веке редко использовали обозначение «египтянин», предпочитая ему термин «копт». Таким образом, египтяне стали известны как «копты», и нехалкидонская египетская церковь — под именем Коптской церкви. Халкидонская же церковь оставалась известной как «Церковь мелькитов». Арабская оккупация поначалу не оказала большого воздействия на жизнь христианских общин, о чём свидетельствует развитое коптское искусство монашеских центров в Старом Каире (Фустат) и по всему Египту. Тем не менее в VIII—IX веках, в период роста национального сопротивления, мусульманские правители запретили использование человеческих образов в искусстве (как следствие иконоборческого конфликта в Византии), вследствие чего были уничтожены многие росписи и фрески в коптских церквях. В Среднем и Верхнем Египте процветало коптское изобразительное искусство. 
Несмотря на политические потрясения, население Египта оставалось в основном христианским, но с XV века христиане-копты перестали быть большинством населения в результате периодических преследований и разрушений христианских церквей и монастырей. Начиная с мусульманского завоевания Египта и далее, христиане-копты подвергались преследованиям со стороны различных мусульманских государств, таких как халифат Омейядов, халифат Аббасидов, Халифат Фатимидов, Мамлюкский султанат и Османская империя; преследования христиан-коптов включали закрытие и снос церквей, принудительное обращение в ислам, и высокие налоги для тех, кто отказался принять ислам. Мародёры-бедуины иногда совершали разрушительные набеги на монастыри, но впоследствии они восстанавливались и открывались вновь.

### Современный период

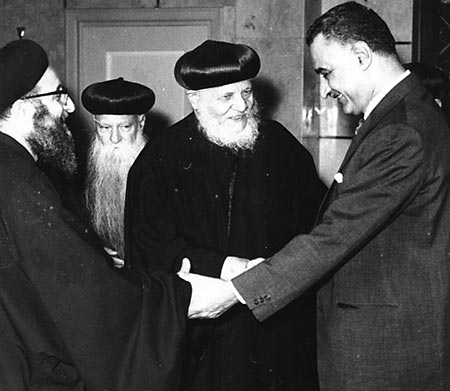
Президент Насер приветствует делегацию коптских епископов (1965)

При мусульманском правлении христиане имели более низкий доступ к политической власти, но были освобождены от военной службы. Их положение резко улучшилось при правлении Мухаммеда Али в начале XIX века. Он отменил джизью (налог на немусульман) и разрешил египтянам (коптам) записываться в армию. Патриарх Кирилл IV, в 1854—61 годах, реформировал церковь и поощрял более широкое участие коптов в египетских делах. Хедив Исмаил-паша, находясь у власти в 1863—79 годах, ещё больше продвинул коптов. Он назначал их судьями египетских судов и предоставлял им политические права и представительство в правительстве.
Некоторые копты участвовали в египетском национальном движении за независимость и занимали многие влиятельные посты. Два значительных культурных достижения включают основание коптского музея в 1910 году и Высшего института коптских исследований в 1954 году. Некоторые видные коптские мыслители этого периода как Салама Муса, Луи Авад и генеральный секретарь партии Вафд Макрам Эбейд.
В 1952 году Гамаль Абдель Насер возглавил несколько армейских офицеров в государственном перевороте против короля Фарука, ликвидировав таким образом Королевство Египет и основав республику. Основной политикой Насера был панарабизм и социализм. Копты были серьезно затронуты политикой панарабизма Насера, хотя они представляли приблизительно 10-20 % населения. Кроме того, панарабская политика Насера подорвала сильную привязанность коптов к своей египетской доарабской и неарабской идентичности, конечно же это привело к тому, что разрешения на строительство новых церквей откладывались, а христианские религиозные суды были закрыты.

### Положение церкви

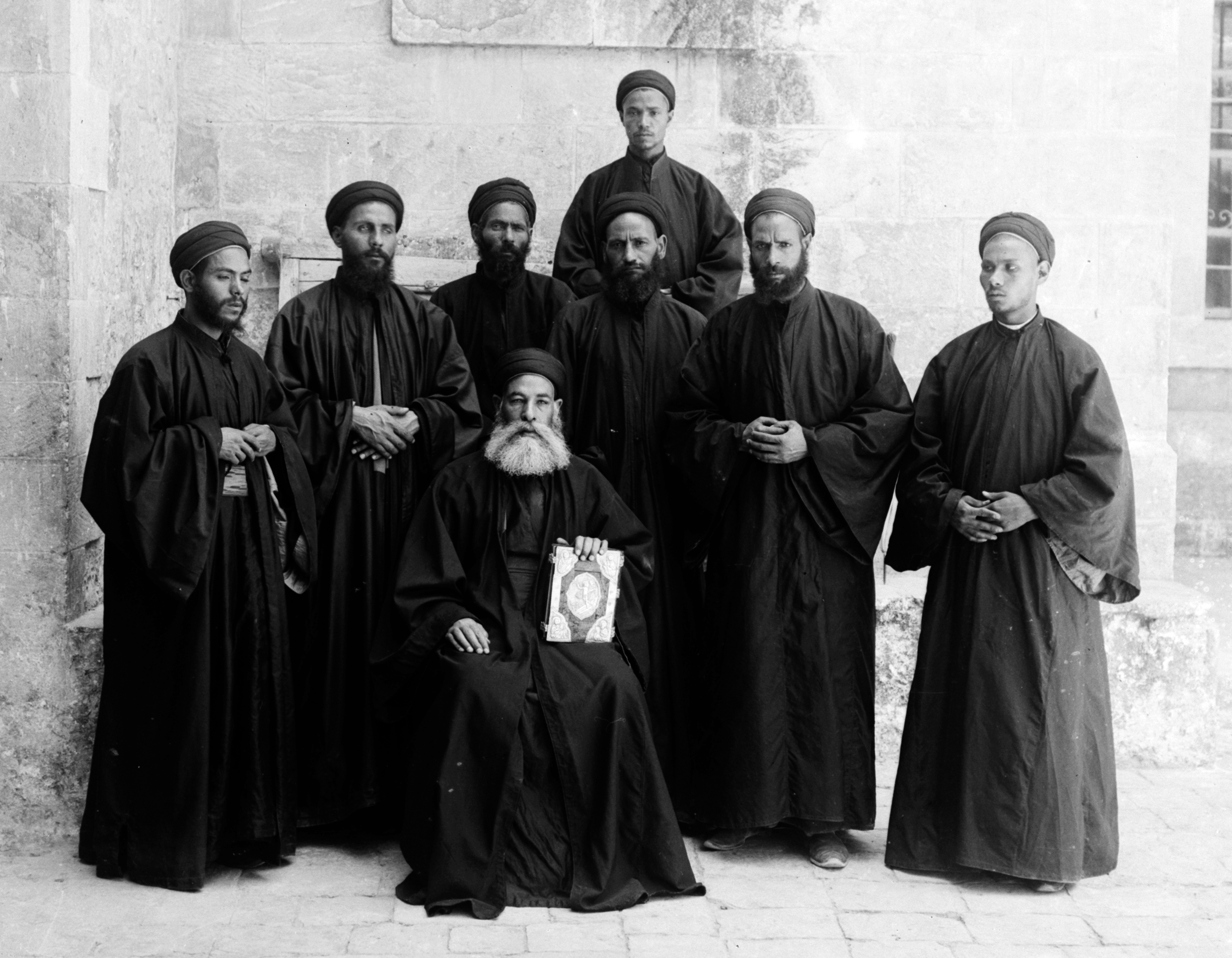
Египетские монахи в американской колонии, Иерусалим, между 1898 и 1914 годами.

Сегодня члены нехалкидонской Коптской православной церкви составляют большинство египетского христианского населения. Главным образом через эмиграцию и частично через европейскую, американскую и другие миссионерские работы и обращения, египетская христианская община теперь также включает другие христианские конфессии, такие как протестанты (известные у арабов как евангелисты), католики и католики восточного обряда и другие православные конгрегации. Термин «коптский» остаётся исключительным, только для коренных жителей Египта, в отличие от христиан неегипетского происхождения. Некоторые протестантские церкви, например, называются «Коптской Евангелической церковью», что помогает отличать их родные египетские Конгрегации от церквей, посещаемых неегипетскими иммигрантскими общинами, такими как европейцы или американцы.
В 2005 году группа коптских активистов создала флаг, чтобы представлять коптов по всему миру.
Предыдущий глава коптской церкви, папа Шенуда III Александрийский, умер 17 марта 2012 года. 4 ноября 2012 года епископ Феодор II был выбран в качестве нового главы египетских христиан. Его имя было выбрано из стеклянной чаши мальчиком с завязанными глазами на церемонии в Каирском соборе Святого Марка, всего было три кандидата.

### Копты в современном Судане

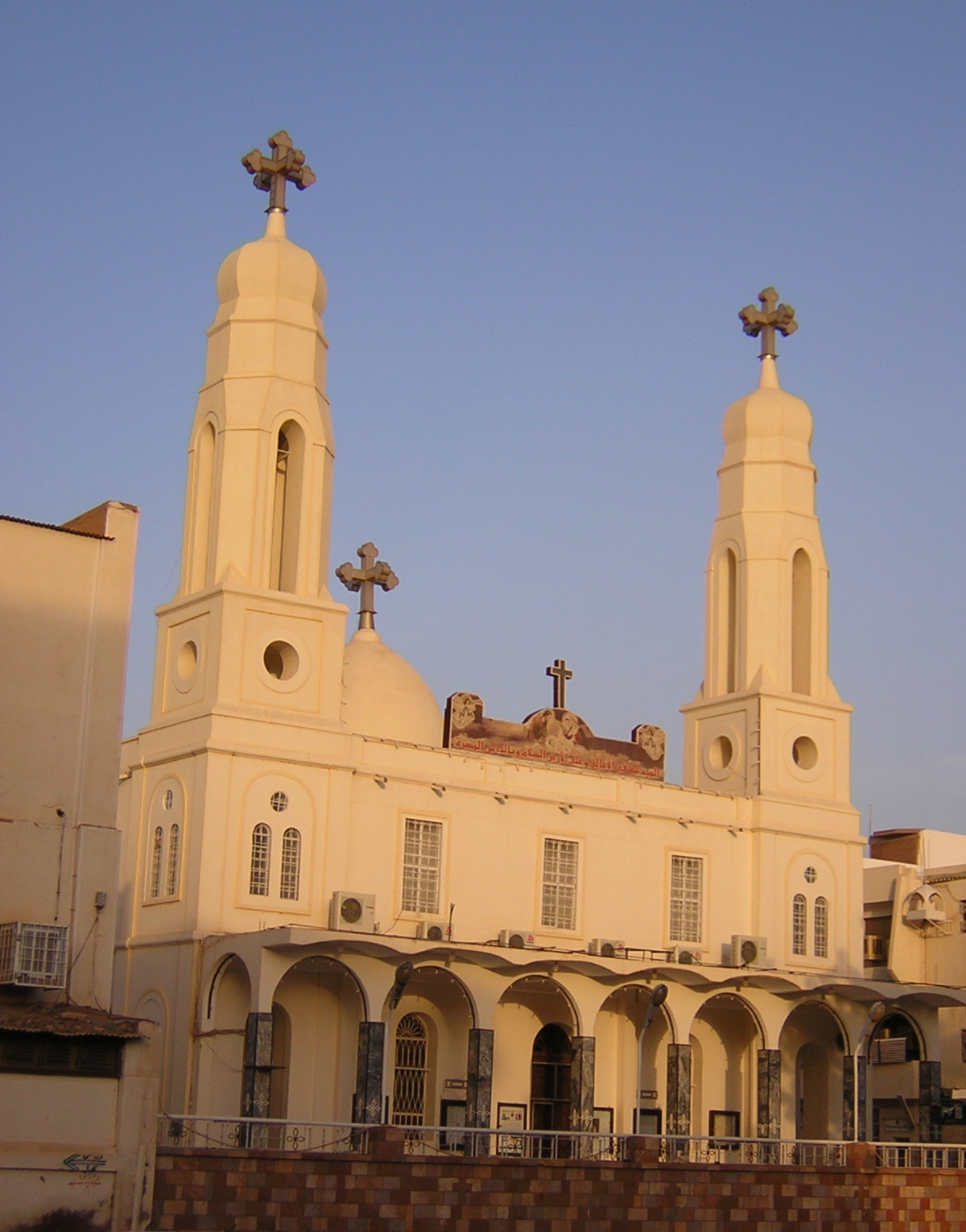
Коптский православный собор Святой Марии, Хартум, Судан

Судан имеет коренное коптское меньшинство, хотя многие копты в Судане происходят от более поздних египетских иммигрантов. Копты в Судане живут в основном в северных городах, в том числе в Эль-Обейде, Атбаре, Донголе, Хартуме, Омдурмане, Порт-Судане и Вад-Медани. Они насчитывают до 500 000 человек, или чуть более 1 процента населения Судана. Благодаря их продвинутому образованию, их роль в жизни страны была более значимой, чем их число. Время от времени они сталкивались с принудительным обращением в ислам, что приводило к их эмиграции и уменьшению численности.
Современная иммиграция коптов в Судан достигла своего пика в начале XIX века, и они в целом были приняты терпимо. Однако это было прервано десятилетием преследований при правлении махдистов в конце XIX-го века. В результате этого преследования многие были вынуждены отказаться от своей веры, принять ислам и вступать в брак с коренными суданками. Англо-египетское вторжение в 1898 году предоставило коптам большую религиозную и экономическую свободу, и они расширили свою первоначальную роль ремесленников и торговцев, банковском деле, инженерии, медицине и гражданской службе. Профессионализм в бизнесе и управлении сделало их привилегированным меньшинством. Тем не менее возвращение исламизма в середине 1960-х годов и последующие требования радикалов установления шариата побудили коптов присоединиться к общественной оппозиции религиозному правлению.
Введение Джафаром Нимейри шариата в 1983 году положило начало новому этапу репрессивного обращения с коптами, в том числе и с другими немусульманами. После свержения Нимейри коптские лидеры поддержали светского кандидата на выборах 1986 года, однако когда «Национальный исламский фронт» с помощью военных сверг избранное правительство Садыка аль-Махди, дискриминация коптов возобновилась с новой силой. Сотни коптов были уволены с государственной службы и судебных органов.
В феврале 1991 года коптский пилот, работавший на Sudan Airways, был казнён за незаконное хранение иностранной валюты. Перед казнью ему предложили амнистию и деньги, если он примет ислам, но он отказался. Тысячи людей присутствовали на его похоронах, а казнь была воспринята как предупреждение многими коптами, которые начали бежать из страны.
Затем последовали ограничения прав коптов на суданское гражданство, и им стало трудно получить суданское гражданство по рождению или путём натурализации, что привело к проблемам при попытке выехать за границу. Конфискация христианских школ и введение арабо-исламского акцента в преподавании языка и истории сопровождались преследованием христианских детей и введением законов о ношении хиджабов. Так, был случай, когда коптского ребёнка выпороли за то, что он не прочитал стих из Корана. В отличие от широкого вещания средств массовой информации мусульманских пятничных молитв, радио прекратило освещение христианской воскресной службы. Поскольку гражданская война бушевала на протяжении 1990-х годов, правительство сосредоточило свой религиозный пыл на юге. Хотя копты и другие давно сложившиеся христианские группы на севере подвергаются дискриминации, они имеют меньше ограничений, чем у других христиан на юге.

### Копты в современной Ливии
Самая большая христианская община в Ливии — это Коптская православная церковь численностью 60 000 человек. Коптская церковь имеет исторические корни в Ливии задолго до того, как арабы продвинулись на запад из Египта в Ливию.

## Демография
В странах с мусульманским большинством (Египет, Судан, Ливия) численность коптов является спорным вопросом, часто по причинам религиозной вражды.
Численность коптского населения в Египте трудно оценить, поскольку египетские власти запрещают исследователям спрашивать религию у участников опросов, но в некоторых официальных оценках говорится, что христиане-копты составляют от 5 до 10 процентов или меньше населения Египта. Тем не менее другие независимые источники оценивают численность коптов гораздо выше официальной цифры, до 23 процентов населения.
Коптское население в Судане составляет около полумиллиона человек, или 1 % населения.
Коптское население в Ливии составляет около 60 000 человек, или менее 1 % населения.

### Диаспора

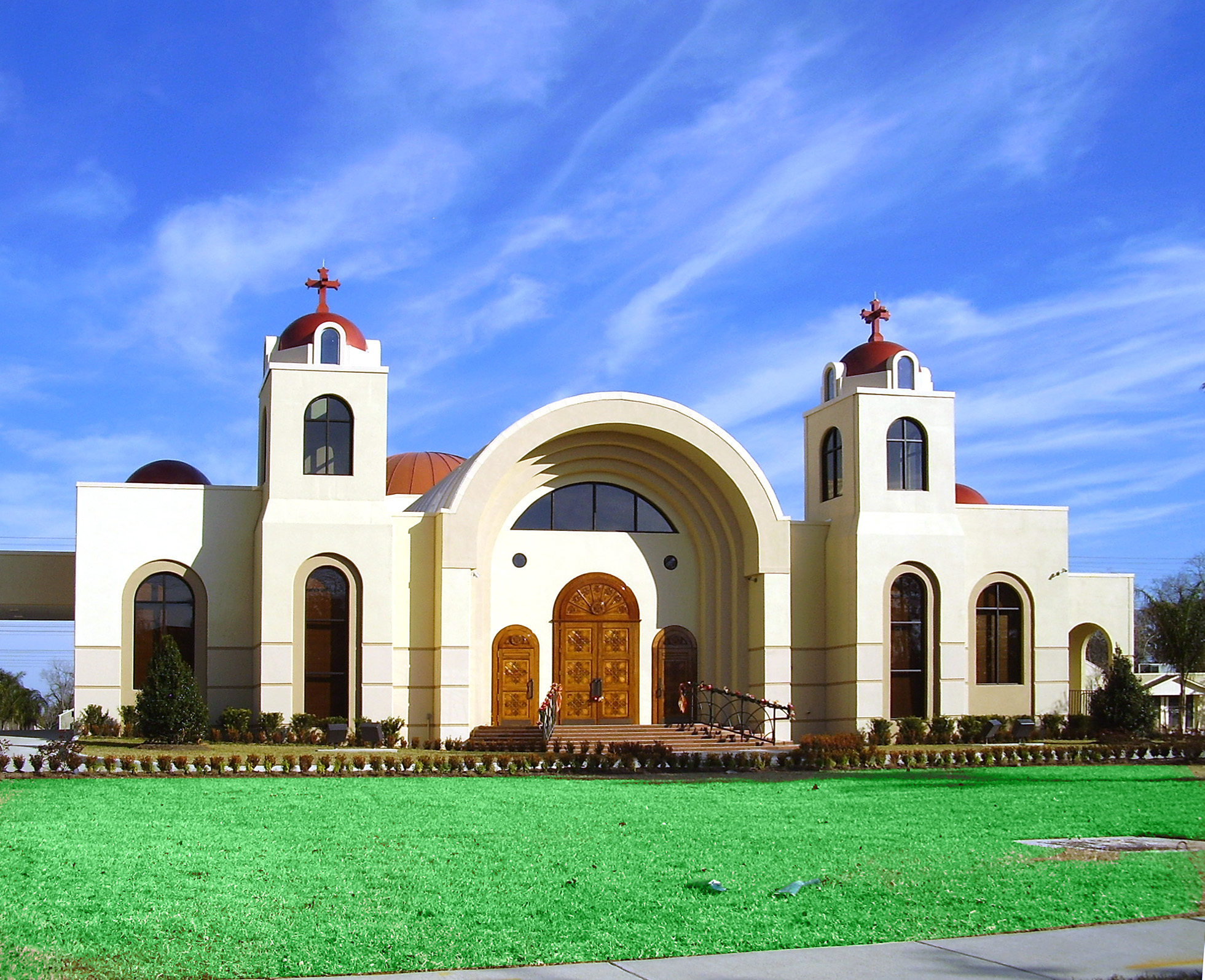
Коптская православная церковь Св. Марка в Беллэйре, штат Техас (Большой Хьюстон). Около 1–2 миллионов коптов живут за пределами Египта и известны как коптская диаспора

За пределами основного района проживания коптов в пределах частей современного Египта, Судана и Ливии, самая большая коптская диаспора находится в США, Канаде и Австралии. Числа переписей в США, Канаде и Австралии не совсем верны, поскольку многие копты указали себя в переписи 2011 года по ошибке как египтяне, суданцы, ливийцы, американцы, канадцы или австралийцы и тем самым сократили коптское население в переписи 2011 года в США, Канаде и Австралии, соответственно.
Тем не менее численность населения коптских американцев оценивается примерно в 200 000 человек (по оценкам коптских организаций — до миллиона). Согласно опубликованным отчётам и нескольким коптским/американским источникам (включая американо-коптскую ассоциацию), Коптская православная церковь имеет от 700 000 до одного миллиона верующих в США (c. 2005—2007). Коптское население Канады, по оценкам, насчитывает около 50,000 (оценки коптских организаций варьируются до 200 000). Коптское население Австралии, по оценкам, насчитывает около 50 000 (оценки коптских организаций достигают 100 000).
Более мелкие общины (менее 100 000) находятся в Австралии, Кувейте, Великобритании, Франции, Южной Африке, и Канаде.
Незначительные общины численностью менее 10,000 человек зарегистрированы в Иордании (8 000 коптов), Ливане (3 000-4 000 коптов), Германии (3 000 коптов), Австрии (2 000 коптов), Швейцарии (1 000 коптов), и других странах.
Отмечается, что копты также проживают в Дании, Греции, Италии, Нидерландах, Норвегии, России и Швеции.

## Преследование и дискриминация в Египте
Свобода вероисповедания в Египте в той или иной степени ограничена дискриминационной и ограничительной политикой государства. Христиане-копты, являясь крупнейшим религиозным меньшинством в Египте, также подвергаются негативному воздействию. Копты столкнулись с растущей маргинализацией после государственного переворота 1952 года во главе с Гамалем Абдель Насером. До недавнего времени христиане должны были получать одобрение президента даже на мелкий ремонт в церквях. Хотя закон был смягчён в 2005 году путём передачи полномочий на утверждение губернаторам, копты продолжают сталкиваться со многими препятствиями и ограничениями в строительстве новых церквей. Эти ограничения не распространяются на строительство мечетей.
Коптская община стала жертвой убийств со стороны исламских экстремистов. Наиболее значительными были нападения в Эль-Кошехе, где мусульмане и христиане участвовали в кровавых межрелигиозных столкновениях после ссоры между мусульманином и христианином. «Двадцать христиан и один мусульманин погибли в результате беспорядков в городе Эль-Кошех, в 440 километрах к югу от Каира». В феврале 2001 года была сожжена новая коптская церковь и 35 домов, принадлежащих христианам.
В 2006 году один человек напал на три церкви в Александрии, убив одного человека и ранив 5–16. Злоумышленник не был связан с какой-либо из террористических организацией и МВД заявило, что он был «психологически нездоровым». В мае 2010 года газета «The Wall Street Journal» сообщила о растущих волнах насилия со стороны толп мусульман к коптам. Несмотря на отчаянные призывы о помощи, полиция обычно прибывала уже после того, как насилие заканчивалось. Полиция также вынудила коптов принять «примирение» со своими нападавшими, чтобы избежать судебного преследования, при этом ни один из мусульман не был осужден за какое-либо из нападений. В Мерса-Матрух толпа бедуинов, состоящая из 3000 мусульман, пыталась напасть на коптское население города, причём 400 коптов вынуждены были забаррикадироваться в своей церкви, в то время как толпа уничтожила 18 домов, 23 магазина и 16 автомобилей.
Члены Конгресса США выразили обеспокоенность по поводу «торговли людьми», а именно коптских женщин и девочек, которые являются жертвами похищений, насильственного обращения в ислам, сексуальной эксплуатации и принудительного брака с мусульманскими мужчинами.
Бутрос Бутрос-Гали копт, занимавший пост министра иностранных дел Египта при президенте Анваре Садате. Ранее в правительстве Египта было только два копта: министр финансов Юсеф Бутрос Гали и министр окружающей среды Магуед Георг во время правления президента Мубарака. Был также коптский губернатор одной из 25 провинций, который был главой провинции Кена, и является первым коптским губернатором за последние десятилетия из-за более высокой концентрации коптов в Верхнем Египте. Кроме того, Нагиб Савирис, чрезвычайно успешный бизнесмен и один из 100 самых богатых людей в мире, является коптом. В 2002 году при правительстве Хосни Мубарака коптское Рождество (7 января) было признано официальным праздником. Тем не менее многие копты по-прежнему жалуются на то, что они минимально представлены в правоохранительных органах, органах государственной безопасности и государственных учреждениях, а также на дискриминацию при приёме на работу по признаку их религии. Большинство коптов не поддерживают движение за независимость или отделение от других египтян.
Хотя свобода вероисповедания гарантируется египетской конституцией, согласно Human Rights Watch, «египтяне в целом могут без проблем принять ислам, но мусульмане, принявшие христианство, сталкиваются с трудностями при получении новых документов, удостоверяющих личность, и некоторые из них были арестованы за якобы подделку документов».  Коптское сообщество, однако, изо всех сил старается предотвратить обращение христиан в ислам из-за лёгкости, с которой христиане часто могут стать мусульманами. Государственные чиновники, будучи консервативными сами по себе, усиливают сложность правовых процедур, необходимых для признания изменения религии в соответствии с требованиями закона. Органы безопасности иногда заявляют, что обращение из ислама в христианство (или иногда наоборот) может вызвать социальные волнения, и тем самым оправдывают себя в неправомерном задержании субъектов, настаивая на том, что они просто принимают меры для предотвращения возможных социальных проблем. В 2007 году каирский административный суд отказал 45 гражданам в праве на получение удостоверений личности, подтверждающих их возвращение в христианство после обращения в ислам. В феврале 2008 года Верховный административный суд, однако, отменил это решение, позволив 12 гражданам, вернувшимся в христианство, переписать свою религию на удостоверениях личности, но они уточнят, что приняли ислам на короткий период времени.
Египетская перепись 1897 года показала, что доля немусульман в провинциальных городах составляет 14,7% (13,2% христиан, 1,4% евреев). Египетская перепись 1986 года показала, что доля немусульман в провинциальных городах составляет 6,1% (5,7% христиан, 0% евреев). Упадок еврейского представительства интерпретируется через создание Государства Израиль и последующую эмиграцию египетских евреев. Нет никакого объяснения 55-процентному снижению доли христиан в Египте. Было высказано предположение, что египетские переписи, проводившиеся после 1952 года, были политизированы с целью недопредставления христианского населения.
В августе 2013 года, после государственного переворота 3 июля 2013 года и столкновений между военными и сторонниками Мурси, были широко распространены нападения на коптские церкви и египетские госучреждения со стороны мусульман-суннитов
. По словам по крайней мере одного египетского ученого (Самуэль Тадрос), нападения являются худшим проявлением насилия против коптов сравнимые с 14-м веком.
USA Today сообщила, что «сорок церквей были разграблены и подожжены, а 23 других были атакованы и сильно повреждены». Более 45 церквей по всему Египту подверглись нападению. На странице Facebook партии «Свобода и справедливость» Братьев-мусульман «изобиловали ложными обвинениями, призванными разжигать ненависть к коптам». На странице партии утверждалось, что коптская церковь объявила «войну против ислама и мусульман» и что «папа церкви участвует в смещении первого избранного президента-исламиста. Папа церкви утверждает, что исламский шариат отсталый, упёртый, и реакционный». 15 августа девять египетских правозащитных групп под эгидой группы «Египетская инициатива за личные права» выпустили заявление, в котором говорится:
«В декабре… лидеры братьев начали разжигать антихристианское подстрекательство к сектантству. Антикоптское подстрекательство и угрозы продолжались до 30 июня, а с устранением президента Мурси… трансформировались в насилие на религиозной почве, которое было санкционировано… продолжение анти-коптской риторики, услышанное от лидеров группы на сцене … на протяжении всей сидячей забастовки».

## Календарь
Коптский календарь, именуемый также Александрийским календарём, используется Коптской православной церковью. Этот календарь основан на древнем Египетском календаре. Во избежание сползания календарных дат по сезонам в 238 до н. э. царь Египта Птолемей III Эвергет попытался провести реформу древнего календаря, заключавшуюся во вставке шестого эпагоменального дня каждые четыре года. Однако, эта реформа не была принята египетскими жрецами и населением, а введение нового календаря было отложено до 25 до н. э., когда египетский календарь был реформирован римским императором Августом, сохранив синхронизацию египетского календаря со вновь введённым юлианским календарём. Новый календарь получил название коптского. Его годы и месяцы совпадают с годами и месяцами эфиопского календаря, но имеют разные номера и названия.

## Генетика
Генетические исследования коптских египтян показали, что они отличаются от мусульманских египтян, поскольку они содержат меньше неегипетских предков. Тем не менее, копты более тесно связаны с мусульманскими египтянами, чем любое другое население, и разделяют большую часть своей родословной с мусульманами. В более широком плане исследования показали, что копты являются генетическим посредником между популяциями Южной Европы и Нубии (два часто используемых опорных пункта), с большим европейским сродством на севере и большим восточноафриканским на юге. Исследование коптских иммигрантов из Нижнего Египта показало, что они наиболее тесно связаны с мусульманскими египтянами, а также с населением южного Леванта и Саудовской Аравии.
По данным анализа Y-ДНК (2008), около 45% коптов в Судане несут гаплогруппу J. Остальные в основном принадлежат к Гаплогруппе E1b1b (21%). Обе отцовские линии распространены среди других местных Афроазиатскоязычных групп населения (беджа, эфиопы, суданские арабы), а также среди многих нубийцев. E1b1b/E3b достигает своих самых высоких частот среди североафриканцев, левантийцев Ближнего Востока и эфиопов Северо-Восточной Африки. Следующие наиболее распространенные гаплогруппы, переносимые коптами, это связанная с Европой гаплогруппой R1b (15%), а также архаичная африканская линия B (15%).
По материнской линии в 2009 году было обнаружено, что копты в Судане несут исключительно различные потомки макрогаплогруппы N. Эта гаплогруппа мтДНК также тесно связана с местными афроазиатскоязычными популяциями, включая берберов и эфиопов. Из N производных, переносимых коптами, наиболее часто встречается U6 (28%), за которым следует гаплогруппа T (17%).
Исследование 2015 года выявило наследственный аутосомный компонент западноевразийского происхождения, который является общим для многих современных афроазиатских говорящих групп населения в Северо-Восточной Африке. Известный как коптский компонент, он достигает пика среди египетских коптов, которые поселились в Судане за последние два столетия. Копты также сформировали отдельную группу в МГК, близкую к другим египтянам, афро-азиатскоговорящим Северо-африканским и ближневосточным народам. Коптский компонент развился из главного северо-африканского и ближневосточного предкового компонента, который разделен другими египтянами и также найден на высоких частотах среди других афро-азиатских говорящих популяций в Северо-Восточной Африке (~70%). Учёные предполагают, что это указывает на общее происхождение для всего населения Египта. Они также связывают коптский компонент с древнеегипетским происхождением, без более позднего арабского влияния, которое присутствует среди других египтян.

## Галерея

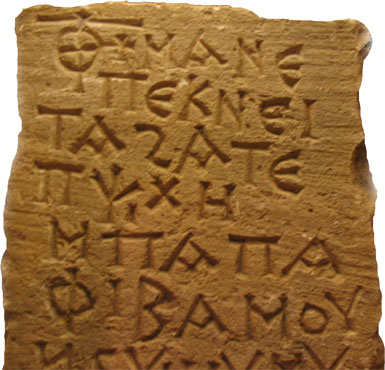
Коптская надпись на камне (около III века н. э.)
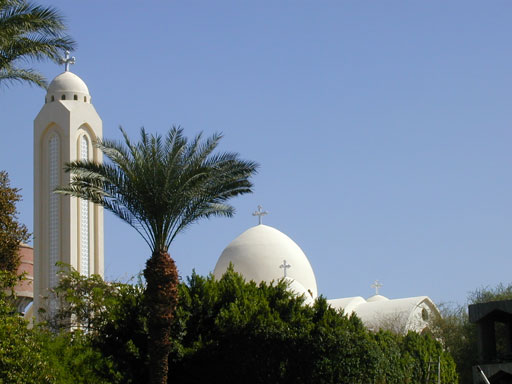
Кафедральный собор Архангела Михаила в Асуане.
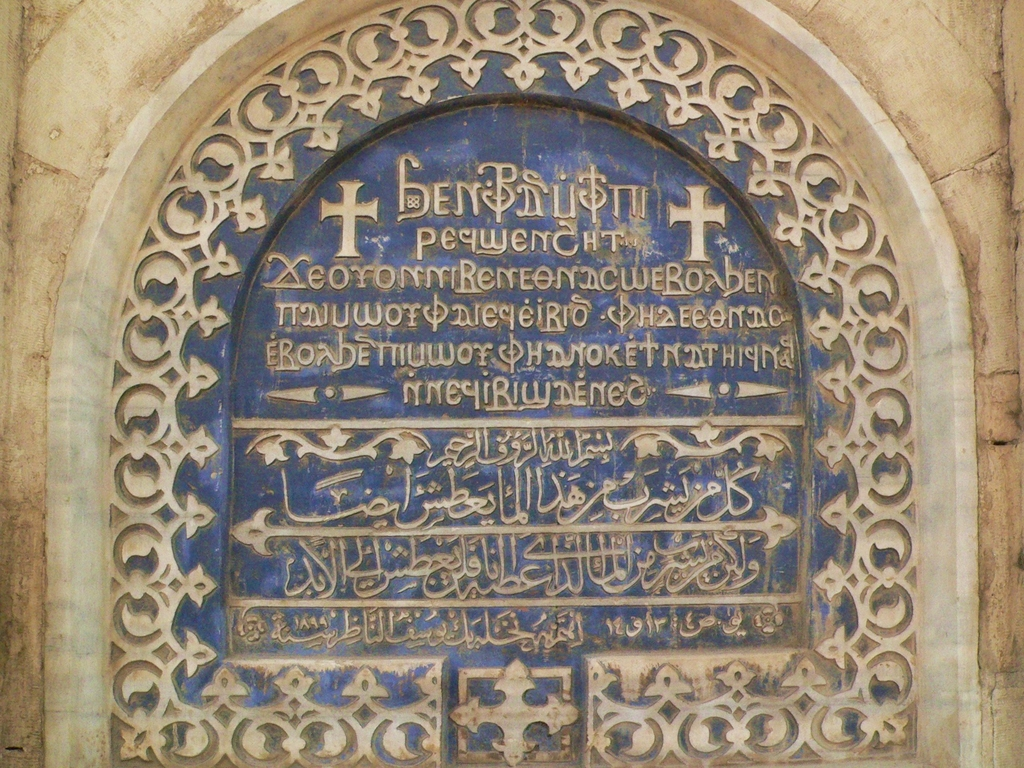
Коптская и арабская надписи в Старом Каире.
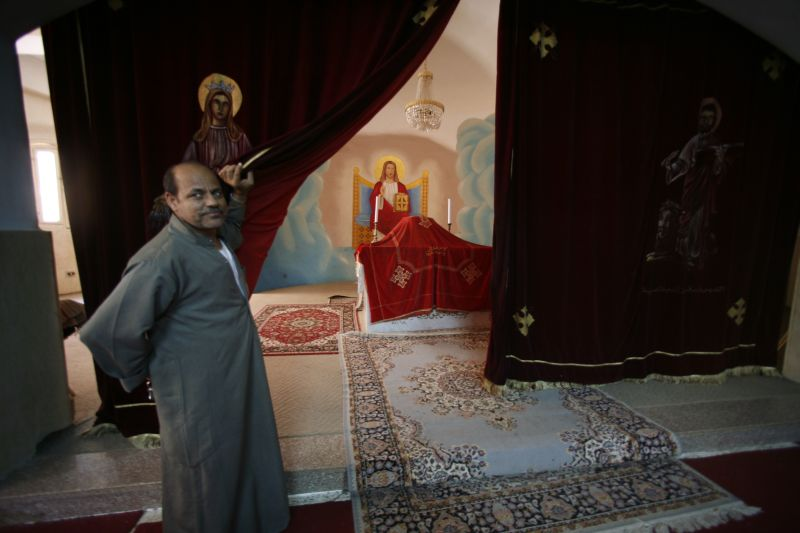
Коптский священник у алтаря коптского храма.
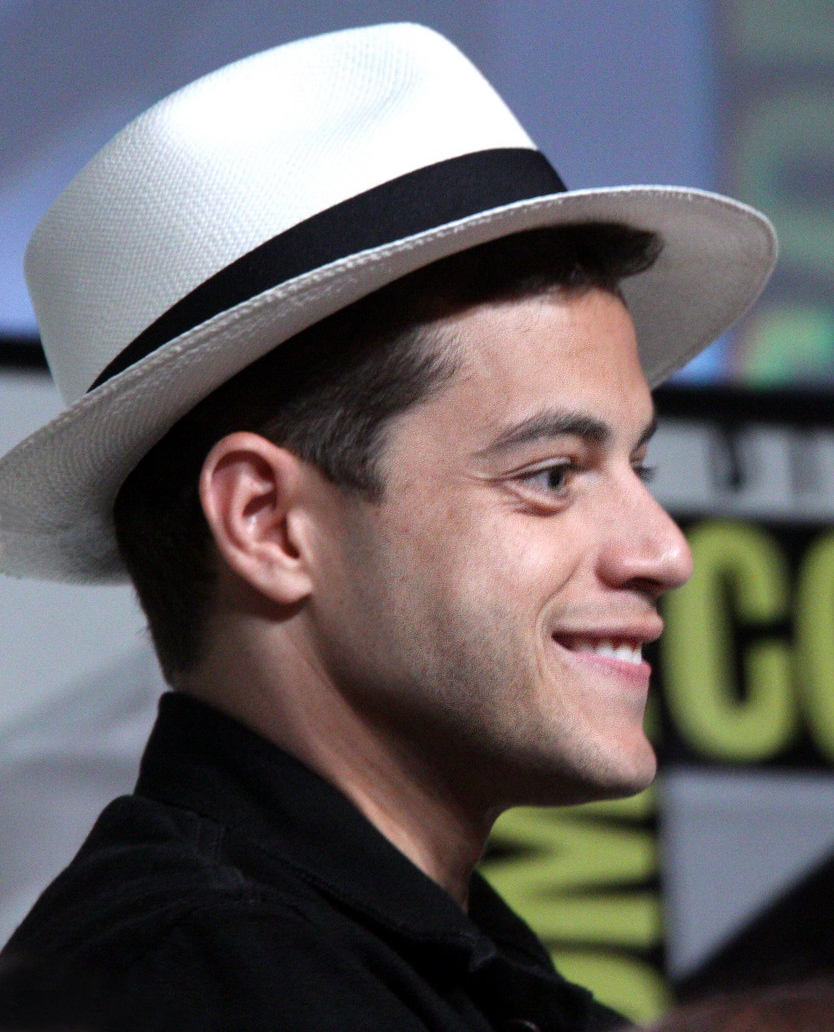
Рами Малек (фото июль 2012). Его родители — копты из Египта.
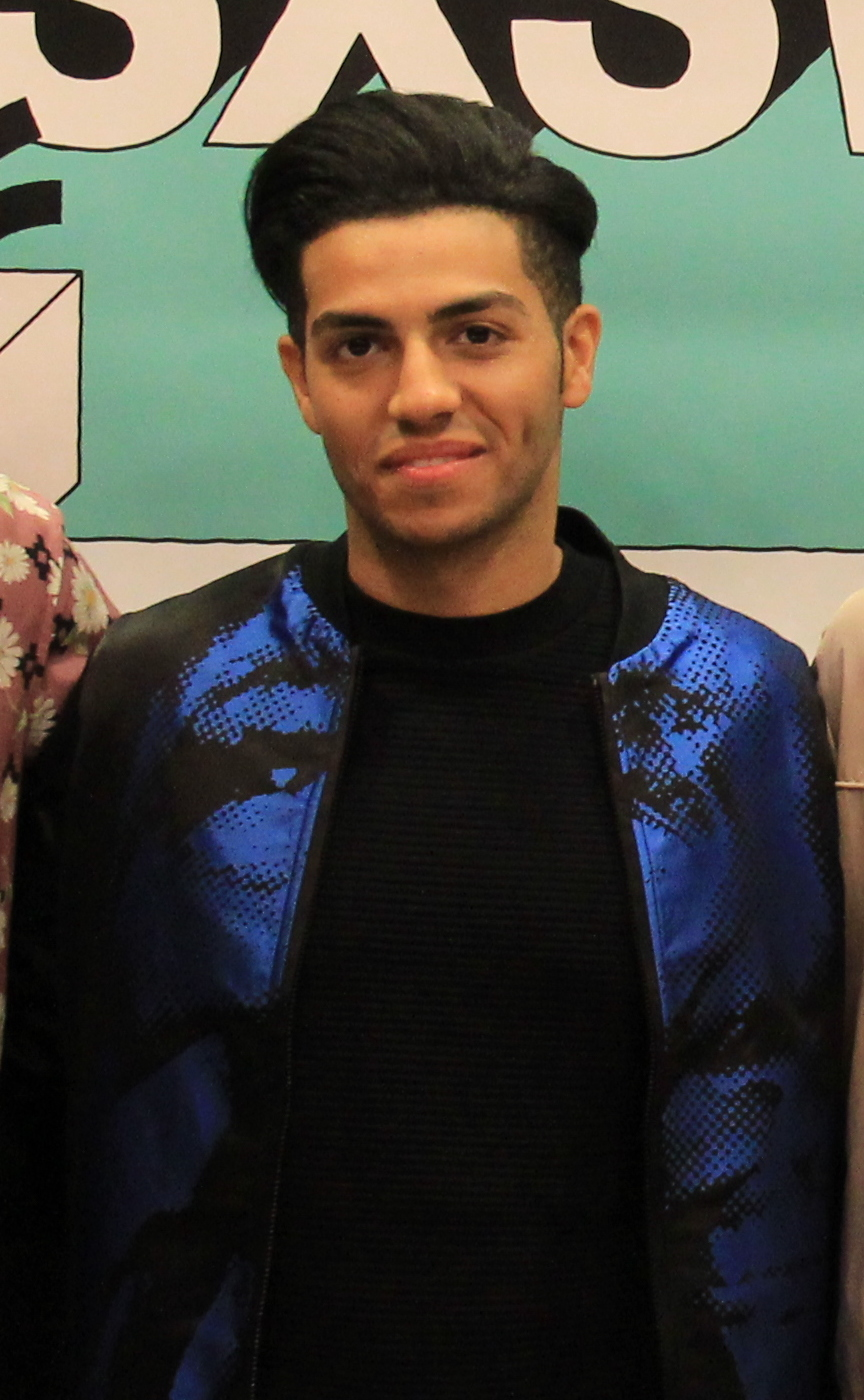
Мена Массуд — канадский актёр.
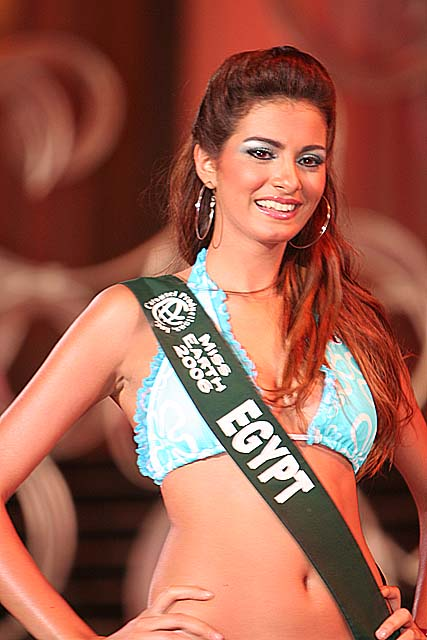
Мериам Джордж — мисс Египет 2005 года.
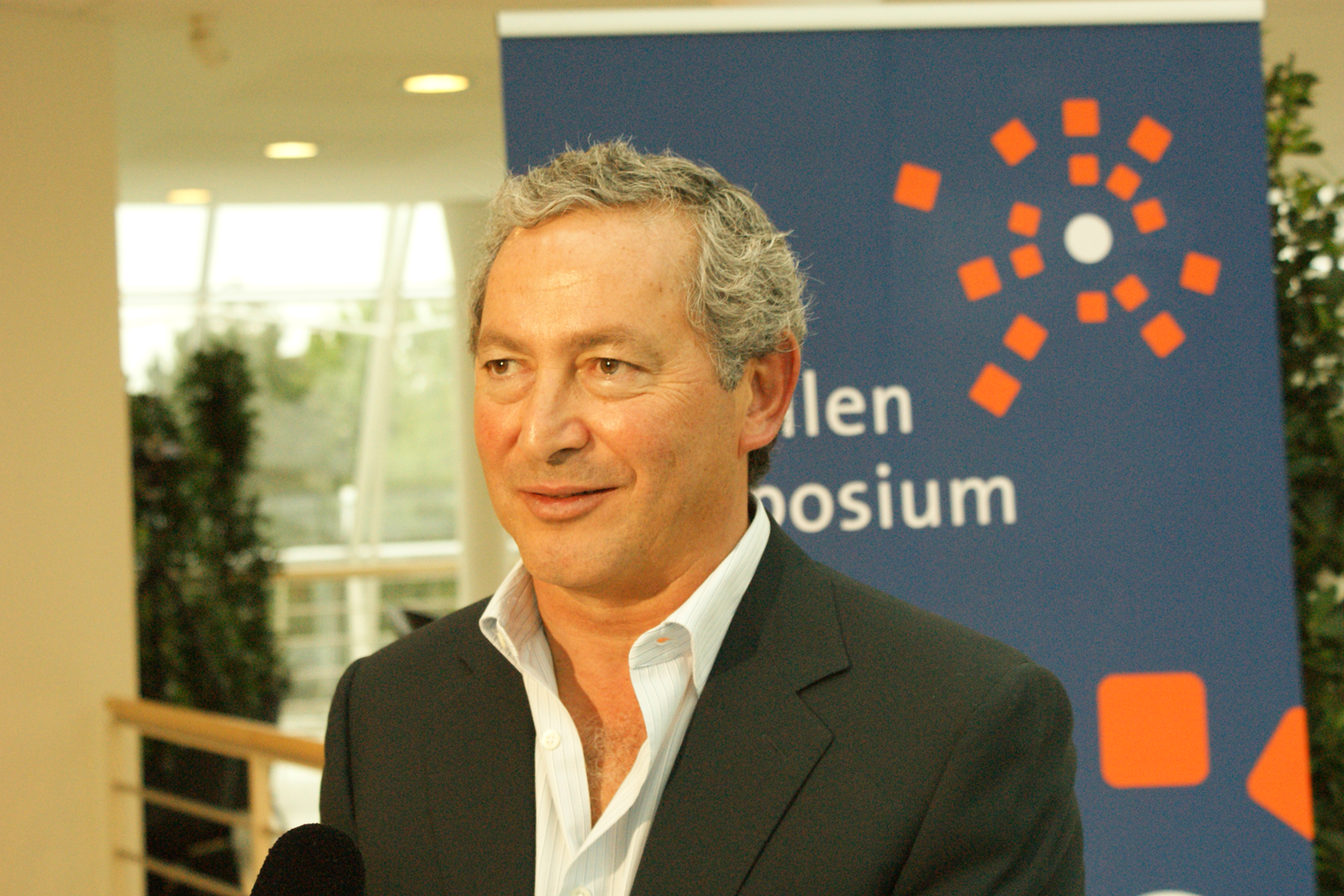
Сами Савирис — египетский предприниматель.
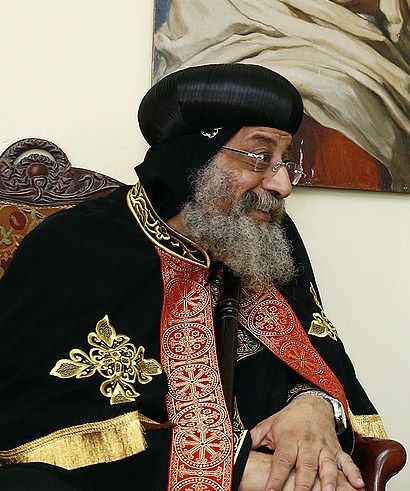
Вагих Субхи Баки Сулейман — предстоятель Коптской православной церкви.
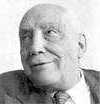
Салама Муса — египетский журналист коптского происхождения.
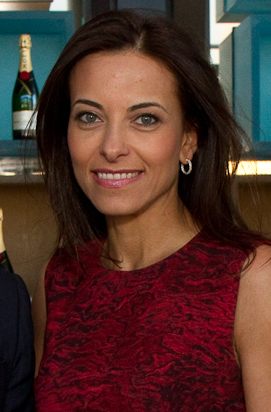
Дина Хабиб-Пауэлл — экономический советник президента США Дональда Трампа (2017—2018).
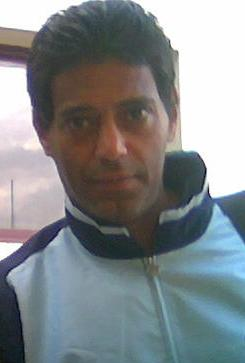
Хани Гуда Рамзи — египетский футболист, ныне тренер.
Бутрос Гали — 6-й Генеральный секретарь ООН (1992—1996 год).
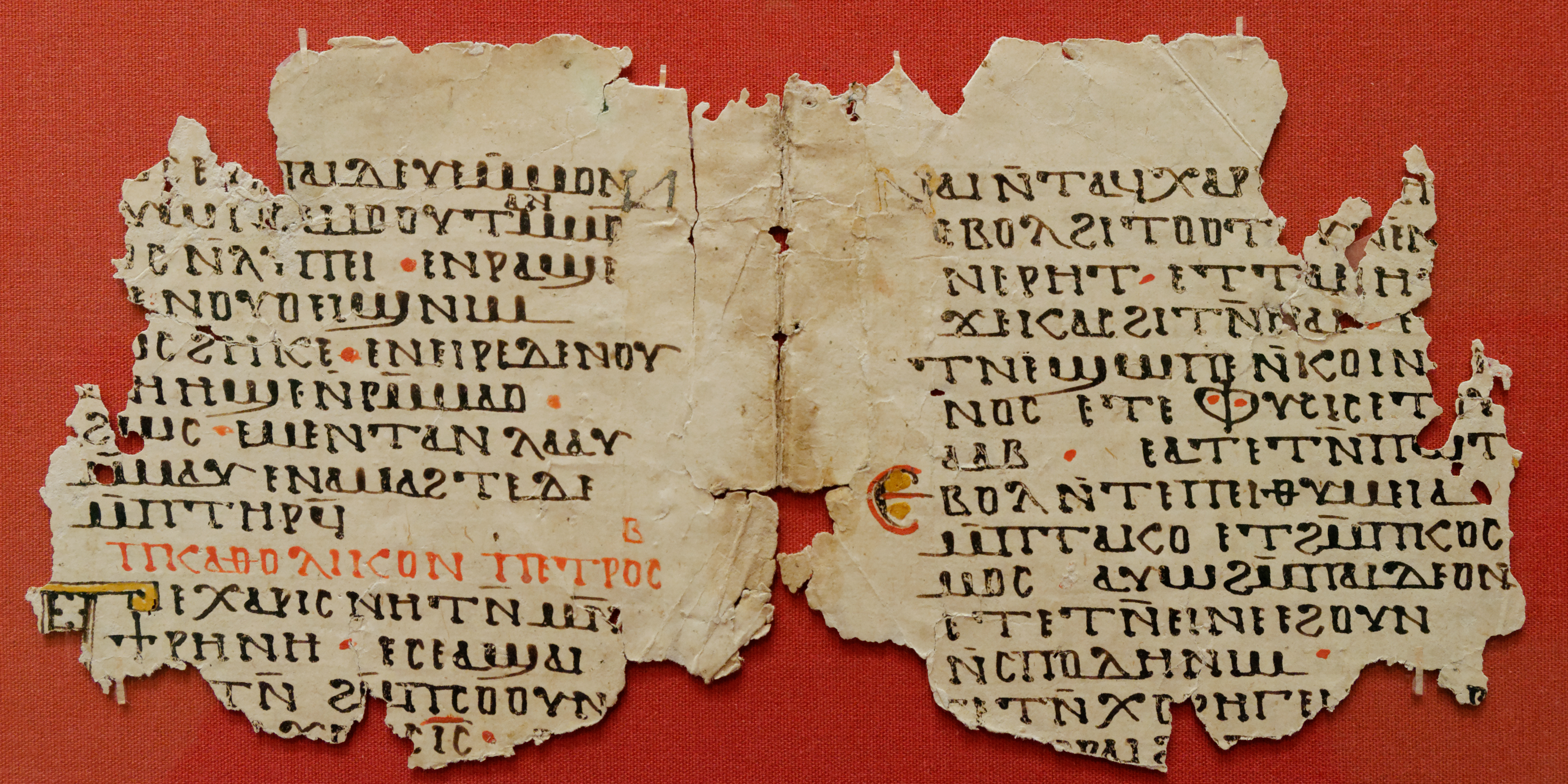
Литургический кодекс VII века из Белого монастыря.
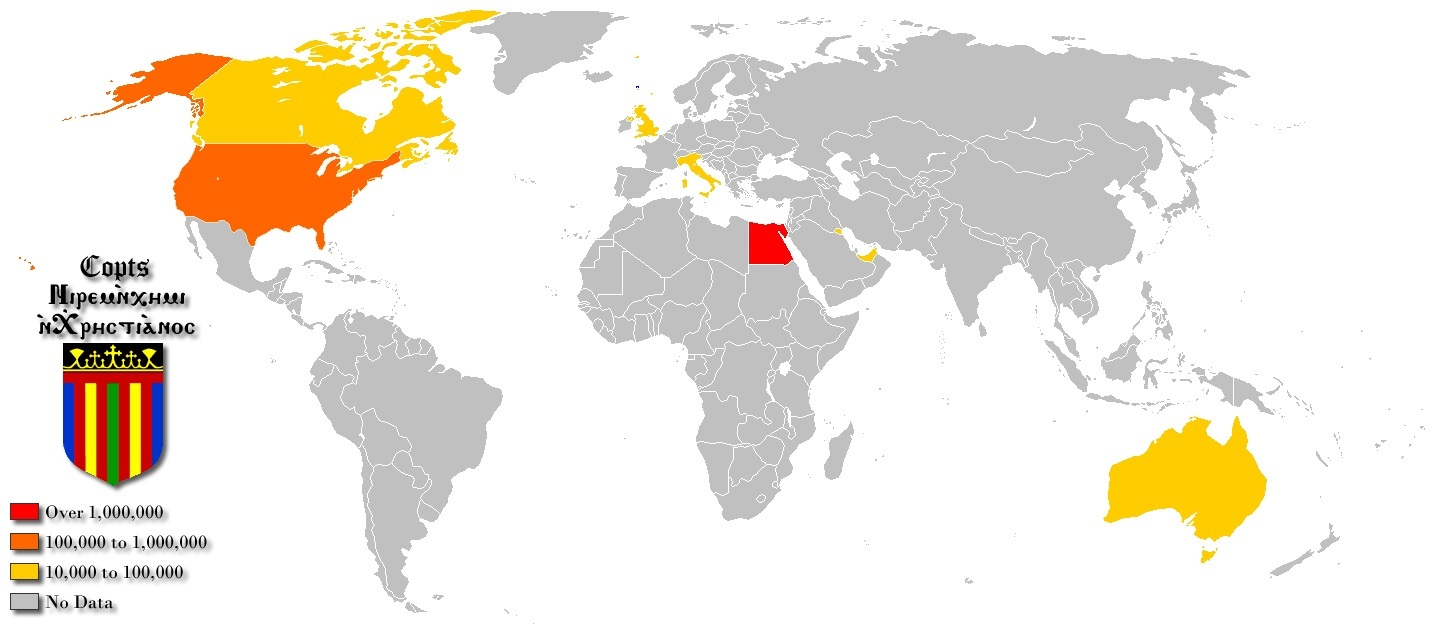
Расселение коптов в мире.